# وليم إيدن فرنتش
وليم إيدن فرنتش (بالإنجليزية: William Aden French)‏ (1892 - 1980)؛ روائي أمريكي.